# 609

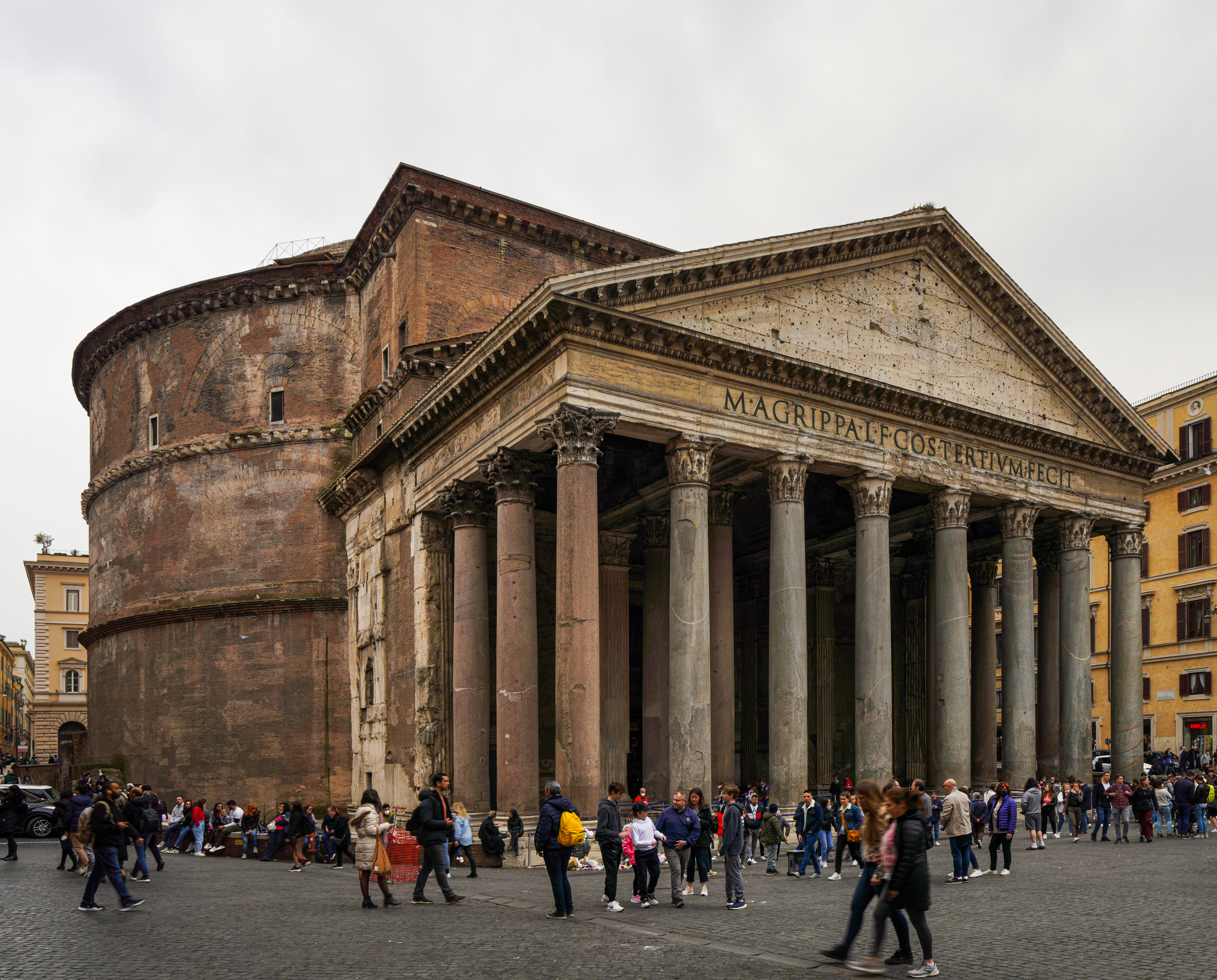
Het Pantheon op het Piazza della Rotonda

Het jaar 609 is het 9e jaar in de 7e eeuw volgens de christelijke jaartelling.

## Gebeurtenissen

### Byzantijnse Rijk
- Keizer Phocas stuurt een Byzantijns expeditieleger naar Egypte om de opstand van de Heraclii onder aanvoering van Herakleios de Oudere te onderdrukken. De Byzantijnen worden bij Alexandrië verslagen en Heirakleios breidt zijn macht verder uit in Africa.

### Azië
- Pulakesin II (r. 609-642) volgt zijn oom Mangalesa op als koning van Chalukya (huidige India). Tijdens zijn bewind laat hij vele hindoeïstische tempels bouwen in het Hoogland van Dekan.

## Religie
- 13 mei - Het Pantheon in Rome wordt door paus Bonifatius IV ingewijd als kerk, genaamd de "Santa Maria ad Martyres".

## Geboren
- Audoënus, aartsbisschop van Rouen (overleden 686)
- Hafsa bint Omar, echtgenote van Mohammed (waarschijnlijke datum)

## Overleden
- Tassilo I, koning (hertog) van Beieren